# Bibliothèque nationale de Grèce
La Bibliothèque nationale de Grèce (grec moderne : Εθνική Βιβλιοθήκη της Ελλάδος)  basée à Athènes a été fondée en 1832.
Elle est l'institution grecque chargée de la collecte du dépôt légal. L'édifice fut conçu par l'architecte Theophil Hansen et supervisé par Ernst Ziller.
A l’époque, le bâtiment est composé de lourdes colonnes en marbre du Pentélique, mais c’est le double escalier, style renaissance, de l’entrée principale qui retient surtout l’attention des visiteurs.
Elle est desservie par la station Panepistímio de la ligne 2 du métro d'Athènes.
En juin 2016, le nouveau bâtiment dessiné par Renzo Piano et financé par la fondation Stávros Niárchos à Kallithéa a été inauguré. Il accueille désormais les quelque 700 000 volumes de la bibliothèque.

## Histoire
L'idée originale de créer une bibliothèque nationale vient du philhellène Johann Jakob Mayer (de), dans un article d'août 1824 de son journal Ellinika Chronika, publié à Missolonghi, où Mayer et Lord Byron ont promu l'indépendance de la Grèce. L'idée de Mayer a été mise en application en 1829 par le nouveau gouvernement grec de Ioánnis Kapodístrias, qui regroupe la Bibliothèque nationale avec d'autres institutions intellectuelles telles que des écoles, des musées nationaux et des imprimeries. Elles sont toutes abritées dans un bâtiment (alors utilisé comme orphelinat) sur l'île d'Égine, la capitale de l’époque. La supervisation a été attribuée à Andréas Moustoxýdis, qui devient ainsi président du comité de l'Orphelinat, directeur du Musée national archéologique d'Athènes et directeur de l'École nationale.
À la fin de 1830, la bibliothèque, que Moustoxýdis nommait la Bibliothèque nationale, a 1 018 volumes de livres imprimés, dons de Grecs et philhellènes. Le 15 mai 1832, George Gennadios, premier directeur de la Bibliothèque nationale de Grèce, énonce un décret attestant officiellement de son existence. C’est là que l’histoire devient intéressante et marque le début d’une série de déménagements successifs. En 1834, la bibliothèque quitte Égine pour rejoindre Athènes, la nouvelle capitale. Elle est d'abord installée dans le bain public de l'agora romaine d'Athènes, avant de trouver refuge dans l'église de Saint-Eleftherios. À l'époque, elle n’abrite guère plus de mille livres et portait le nom de Bibliothèque publique.
Cette triste situation n’a duré bien longtemps car la collection s’est rapidement enrichie. En plus de l'achat de 1 995 livres issus de bibliothèques privées, supervisé par Dimítris Postolákas (1 995 volumes), la bibliothèque a reçu d'importants dons de livres, dont un de Christóforos et Konstantínos Sakellários (5 400 volumes) et un de Márkos Reniéris (el) (3 401 volumes).
Mais l’histoire ne s’arrête pas là : en 1842, la Bibliothèque publique (35 000 volumes) fusionne avec la bibliothèque de l'Université d'Athènes (15 000 volumes) et a été conservée avec la collection de devises du nouveau bâtiment de l'Université othonienne. Geórgios Kozákis-Typáldos, directeur de l'institution nouvellement agrandie, conserva le poste jusqu'en 1863. À cette époque, la bibliothèque a été enrichie de dons importants et de rares livres en langues étrangères venant de toute l'Europe. Avec la charte royale de 1866, les deux bibliothèques ont été officiellement réunies et administrées en tant que « Bibliothèque nationale de la Grèce ». Michael Deffner (en) en a été le directeur de 1877 à 1910.
Le 16 mars 1888 a été posée la première pierre d'un nouveau bâtiment en marbre néoclassique. Le bâtiment a été financé par trois frères nés de la diaspora, et plus précisément de l'île de Céphalonie, Panagís (en), Marínos (el) et Andréas Valliános (el), d’où le nom de l’édifice « Valliános ». Il a été conçu par le baron Theophil Hansen et sa construction supervisée par Ernst Ziller. La bibliothèque est restée dans l'ancien bâtiment de l'université jusqu'en 1903, date à laquelle elle a été transférée au Valliános, situé sur l’avenue Panepistimiou, qui est toujours l’un des trois sites de la Bibliothèque nationale. Deux bâtiments annexes sont situés à Agía Paraskeví et à Néa Chalkidóna.

Centre culturel de la Fondation Stavros Niarchos

En 2017, le directeur général, Dr. Philippos Tsimpoglou, a amorcé le transfert de la Bibliothèque nationale de Grèce au Centre culturel de la Fondation Stavros Niarchos (SNFCC), inauguré en 2016  qui a l’avantage de disposer d’installations ultramodernes.
En effet, au premier coup d'œil l’imposant bâtiment en verre de plusieurs étages se pose à contrepied de son prédécesseur, dont l’architecture s'inspire des temples de l’Antiquité. Dorénavant, l’agencement met au jour des espaces lumineux avec vue sur la mer, un mobilier mobile, une tour de lecture, ainsi qu'une bibliothèque de recherche et une bibliothèque pour enfants. En plus de cela, un parc de 170 000 m² entoure l'édifice et abrite également l'Opéra national grec. Entre innovations, nature et histoire, la bibliothèque devient ainsi un véritable pôle culturel d’Athènes, propice au partage de connaissances et à l’innovation. Cet espace communautaire est le fruit de huit années de travail et d’un financement de près de 600 millions d’euros généreusement offert par la Fondation Stavros Niarchos (FSN), l'une des principales organisations philanthropiques du pays. L’Etat y a également contribué, allouant quelques millions d’euros pour les frais concernant la Bibliothèque nationale. A titre d’exemple, le déménagement des livres et manuscrits a exigé 500 000 euros. Cependant, cet acheminement entre bibliothèques n’a pas été sans mal puisqu’il a fallu mobiliser 550 personnes pendant deux années afin de déplacer un nombre colossal de documents : 750 000 articles dans la collection générale, 40 000 dans la section des prêts, 30 000 magazines et périodiques. Quant aux livres rares et anciens, ils ont bénéficié d’un soin particulier puisqu’ils ont été nettoyés et étiquetés électroniquement.
Désormais, la Bibliothèque nationale de Grèce fonctionne à partir de trois bâtiments proposant différentes collections et services :
- le Centre Culturel Stavros Niarchos
- le bâtiment au quartier de Votanikos
- et enfin, le bâtiment historique Vallianeio, rue Panepistimiou[1], qui une fois restauré permettra d'entreposer les archives, tout en continuant à accueillir des visiteurs comme lieu événementiel[9]

## Fonds
Détaillons plus en détails les fonds de cette bibliothèque. Elle réunit une des plus importantes collections de scripts grecs au monde avec 4 500 pièces manuscrites, parchemins et chartes datant du IXe au XIXe siècle. On y trouve également des manuscrits hagiographiques, chrysobulles, palimpsestes, partitions byzantines et codex en langues diverses (latin, italien, français, arabe…). Cette collection abrite de nombreux documents historiques sur l’Empire byzantin et d’autres périodes significatives comme la domination ottomane sur la Grèce, la « Renaissance grecque »,  la guerre d’indépendance (1821-1830). En somme, elle comprend tous documents d’un grand intérêt patrimonial.
Pour illustrer ces richesses, nous pouvons citer quelques exemples majeurs : un codex (Onciale 094) avec un fragment de l'Évangile selon Matthieu du VIe siècle, Flora Graeca Sibthorpiana du botaniste anglais John Sibthorp ; la Carte de Rigas ou encore les notes personnelles du poète Dionysios Solomos, auteur de l’hymne national grec. En ce qui concerne les livres rares, place au Compendium de Grammaire de Constantin Laskaris, le premier livre à avoir été imprimé en grec en 1476, l’Etymologicum Magnum de 1150, le plus grand lexique byzantin, la chronique de 1674 de Jacques-Paul Babin, publiée par Jacob Spon, considéré comme le premier livre sur l’Athènes de l'époque moderne. Nous pouvons également alléguer un livre de prière du XIVe siècle ayant appartenu à Jovan Uros Nemanjic, ainsi que la première publication des épopées et des hymnes d'Homère.
Ainsi, l’ensemble de ces documents, qu’ils viennent de Grèce ou de l’étranger, contribue à la création d’une importante collection patrimoniale car chacun est lié, d'une quelque façon, à la Grèce, à son peuple, à ses traditions et à sa civilisation. Par ailleurs, certains manuscrits du IXe au XIXe siècle ont été écrémés pour une exposition en rotation permettant aux visiteurs d’en découvrir toujours davantage sur le patrimoine culturel caché de la Grèce.

## Activités
A l’ère du numérique, la Bibliothèque nationale de Grèce reste très active et instaure de nombreux projets notamment sur la numérisation : un programme pour les journaux, nommé e-efimeris, sur l’archivage électronique, la valorisation des manuscrits, la sélection de codices et fac-similés issus des fonds de l’EBE (base de données en ligne). Le but est de permettre aux utilisateurs d’accéder aux documents primaires ainsi qu’à leur description. En outre, elle participe aux activités et aux échanges dans le cadre de plusieurs organismes (Europeana, IFLA, le comité Unimarc).
Ainsi, la bibliothèque ne se contente pas d’abriter des trésors et propose de nombreux événements culturels, des conférences, des expositions ou encore des visites éducatives.